# Helicoverpa fletcheri
Helicoverpa fletcheri là một loài bướm đêm thuộc họ Noctuidae. Nó được tìm thấy ở Châu Phi, bao gồm Sudan.
Nó được xem là loài gây hại nhỏ của Sesamum indicum.